# Гонвик (город, Миннесота)
Гонвик (англ. Gonvick) — город в округе Клируотер, штат Миннесота, США. На площади 3,4 км² (3,4 км² — суша, водоёмов нет), согласно переписи 2002 года, проживают 294 человека. Плотность населения составляет 86,4 чел./км².
- Телефонный код города — 218
- Почтовый индекс — 56644
- FIPS-код города — 27-24344[1]
- GNIS-идентификатор — 0644208[2]